# 385P/Hill
385P/Hill, komet Jupiterove obitelji